# Satyam Nadeen
 (avril 2025).
Motif : Pas de sources & pas d'interwiki anglais pour un auteur américain
- Archive Wikiwix
- Bing
- Cairn
- DuckDuckGo
- E. Universalis
- Gallica
- Google
- G. Books
- G. News
- G. Scholar
- Persée
- Qwant
- (zh) Baidu
- (ru) Yandex
- (wd) trouver des œuvres sur Wikidata

| 1. | Préciser le motif de la pose du bandeau. | Précisez le motif de la pose du bandeau en utilisant la syntaxe suivante : {{admissibilité à vérifier\|date=avril 2025\|motif=remplacez ce texte par le motif}}                    |
| 2. | Informer les utilisateurs concernés.     | Pensez à avertir le créateur de l'article, par exemple, en insérant le code ci-dessous sur sa page de discussion : {{subst:avertissement admissibilité à vérifier\|Satyam Nadeen}} |

Satyam Nadeen (Michael Clegg) est un écrivain américain de spiritualité.
En 1996, il publie From Onions to Pearls traduit en français par De la prison à l'éveil best-seller dans la liste du New York Times. Il y raconte son emprisonnement pendant sept ans et demi dans un centre de haute sécurité en Californie, sur une accusation de conspiration, où il serait parvenu à un éveil spirituel. Il vit actuellement au Costa Rica.